# Automeris pallidior
Automeris pallidior är en fjärilsart som beskrevs av Max Wilhelm Karl Draudt 1929. Automeris pallidior ingår i släktet Automeris och familjen påfågelsspinnare. Inga underarter finns listade i Catalogue of Life.